# ديمة الجندي
ديمة الجندي (8 مارس 1976 -)، ممثلة سورية.

## عن حياتها
في نهايات العام 1998 بدأت علاقتها بالتمثيل والعمل الفني، ذلك عندما أختيرت للمشاركة بمسلسل «الطويبي» إلى جانب الفنان أيمن زيدان ثم بدأت بعدها بالمشاركة بأعمال أخرى، يعتبر دورها بمسلسل «دنيا» الذي قامت الممثلة أمل عرفة ببطولته طريق معرفة الجمهور بها.
كانت متزوجة من المخرج فراس دهني وهو أيضاً والد ابنتها "تيا"، إلا إنهما انفصلا في عام 2013. شقيقتها هي الإعلامية لانا الجندي.

### تقديم البرامج
بالأضافة لكونها ممثلة فقد قامت على خطى الكثير من زميلاتها بتقديم البرامج التلفزيونية، حيث قامت خلال مشوارها الفني بتقديم برنامجي «وين الغلط» و«لا تفهمونا غلط» في فترة سابقة.

## أعمالها

### من المسلسلات
- (1998) الطويبي
- (1999) القصر (مسلسل)
- (1999) ثلوج الصيف
- (1999) مرايا 99
- (1999) قضية عائلية بدور "البنت الصغرى"
- (1999) جواد الليل
- (1999) الخيزران
- (1999) دنيا 1  بدور "مي- ضيفة الحلقة"
- (2000) أساطير شعبية
- (2000) خلك معي
- (2000) حمام القيشاني 4 بدور "سهام القناديلي"
- (2001) أيام اللولو 2
- (2003) ربيع بلا زهور
- (2003) امرأة في الظل
- (2003) حمام القيشاني 5 بدور "سهام القناديلي"
- (2005) عربيات بدور "عدة شخصيات"
- (2005) فسحة سماوية
- (2005) حكايا و خفايا
- (2005) المرابطون والأندلس بدور "شهد - ضيفة العمل"
- (2005) ساعة الصفر
- (2006) لا مزيد من الدموع
- (2006) شمائل عربية
- (2006) حكايا الليل والنهار
- (2006) الغاوي
- (2006) الوردة الأخيرة بدور "سعاد"
- (2006) باب الحارة 1 بدور "زهرة"
- (2007) الهاربة بدور "نوال"
- (2007) ظل امرأة
- (2007) باب الحارة 2 بدور "زهرة"
- (2007) سيرة الحب بدور "عدة شخصيات"
- (2007) فجر آخر
- (2008) عندما تتمرد الأخلاق
- (2008) باب الحارة 3 بدور "زهرة"
- (2008) هيك تجوزنا بدور "عدة شخصيات"
- (2008) اسأل روحك
- (2009) صبايا 1 بدور "لبنى"
- (2009) باب الحارة 4 بدور "زهرة"
- (2010) أسعد الوراق بدور "سامية"
- (2010) حضارة العرب بدور "نهلة"
- (2010) الزلزال بدور "نهى"
- (2010) صبايا 2 بدور "لبنى"
- (2010)قيود الروح بدور "رولا"
- (2011) صايعين ضايعين
- (2011) توين فيلا
- (2012) بنات العيلة
- (2012) المفتاح بدور "ميساء"
- (2012) أوراق بنفسجية
- (2012) الشبيهة
- (2013) بنات الديرة
- (2014) هواجس
- (2014) حمام شامي بدور "جميلة"
- (2014) قلم حمرةبدور "بسمة"
- (2015) فتنة زمانها بدور "فريدة"
- (2015) بنت الشهبندر بدور "شلبية"
- (2016) العراب تحت الحزام
- (2016) قلبي معي
- (2017) أهل الغرام 3 بدور "خولة"
- (2017) غرابيب سود
- (2017) آخر محل ورد
- (2018)  كوما بدور "سمرا"
- (2018)  هارون الرشيد  بدور "غادر"
- (2019)  اختراق
- (2021) السنونو
- (2024) ولاد بديعة بدور "مها "
- (2024) ع أمل  بدور "ورد"
- (2024) الصديقات (مسلسل) بدور "سلمى"

### الأفلام
- (2008) أزهار الصداقة

## وصلات خارجية
- ديمة الجندي على موقع IMDb (الإنجليزية)
- ديمة الجندي على موقع قاعدة بيانات الأفلام العربية